# Conus pepeiu
Conus pepeiu é uma espécie de gastrópode do gênero Conus, pertencente à família Conidae.